# Opsada Majozamalhe
Opsada Majozamalhe (ili Maogamalhe) vođena je 363. godine. Rimska vojska pod carem Julijanom napala je, opljačkala i uništila grad Majozamalhu, prije nego što je nastavila dalje prema sasanidskoj prijestolnici Ktezifontu.

## Pozadina
Želeći osvetiti poraze koje su Rimljani pretrpjeli pod Konstancijem II. i proslaviti se po osvajanju istoka, što nijednom rimskom caru nije prije uspjelo, rimski car Julijan je 363. godine napao posjede Šapura II., perzijskog kralja. Skupivši svoje snage kod Kare, u rimskoj provinciji Mezopotamiji, Julijan je podijelio svoje snage. Prema Amijanu Marcelinu, dio vojske od 30000 ljudi poslao je sjeveroistočno pod zapovjedništvom svojega rođaka Prokopija i namjesnika Egipta Sebastijana, koji su trebali zatražiti pomoć od Aršaka II., armenskog kralja. Udruženim snagama, Prokopije, Sebastijan i Aršak II. su trebali zatim poći duž Tigrisa na Ktezifont. Julijan je osobno, s većim snagama (65000 ljudi), prodro u Asiriju na jugu, nastavivši put duž Eufrata od Kalinika u pravcu Ktezifonta. Prešao je granicu kod Kirkezija, gdje je bio sklopljen mir između Rimskoga Carstva i Perzije u vrijeme Dioklecijana. Ondje je Julijan ostavio odred od 10000, koji su trebali osigurati pozadinu Julijanove vojske. Šapura je pak iznenadila snaga i pravac Julijanovog prodora. Stoga nije uspio skupiti na vrijeme snage, koje bi branile Asiriju. Iz tog razloga je Julijan tijekom svog prolaska kroz Asiriju nailazio na samo simboličan otpor. Perzijska konjica napadala je Julijanova krila. Perzijanci su također razrušili kanale i nasipe kako bi poplavili Asiriju. Međutim, Julijan je nadvladao ove prepreke. Anah je kapitulirao pred njegovim snagama. Makeprakta je pokorena. Pirizabora je također pobijeđena i opljačkana. I tako se Julijan brzo našao podno zidina Majozamalhe, čvrsto utvrđenog mjesta udaljenog dvadesetak kilometara od perzijske prijestolnice Ktezifonta.

## Opsada
Majozamalha je imala jaka obrambena postrojenja i snažnu posadu. Zbog toga ju je Julijan odlučio osvojiti. Prije toga, dovukao je katapulte i opsadne strojeve kroz Asiriju. Julijan ih je bezuspješno upotrijebio protiv neosvojivih fortifikacija. Međutim, ispostavilo se da je Julijanov frontalni napad zapravo bio paravan iza kojega se krio pravi manevar. Naime, dok je perzijska obrana odbijala napad na zidine, rimski inženjeri su iskopali tunel ispod branitelja, preko kojega su tri kohorte, ili 1500 elitnih rimskih vojnika podrli u srce grada. Grad je odmah zauzet iznutra. Osvajači nisu pokazali nikakvu milost prema iznenađenim braniteljima i stanovništvu, koji su prije pada grada uvrijedili Julijanovu vojsku i savjeznika, odmetnutog kneza perzijske kraljevske kuće, Hormizda.